# ستيفن بينكر
ستيفن آرثر بينكر (بالإنجليزية: Steven Arthur Pinker) (من مواليد 18 أيلول عام 1954) هو عالم نفس معرفي (إدراكي) يحمل الجنسيتين الكندية والأمريكية، وعالم لغويات ومؤلف لكتب علوم مبسطة. وهو أستاذ في قسم علم النفس بجامعة هارفارد، ومعروف بالدفاع عن علم النفس التطوري والنظرية الحاسوبية للعقل.
تخصصات بينكر الأكاديمية هي الإدراك البصري وعلم النفس اللغوي. تشمل دراساته التجريبية التمثيل الذهني للصور، التعرف على الشكل، الانتباه البصري، تطوير اللغة لدى الأطفال، الحالات المنتظمة والشاذة في اللغة، القواعد العصبية للكلمات والقواعد، وعلم نفس التعاون والتواصل بما في ذلك تلطيف الكلمات، والتلميح، والتعبير العاطفي، والمعرفة العامة.
وقد كتب كتابين تقنيين يقدمان نظرية عامة عن اكتساب اللغة وتطبيق هذه النظرية على تعلم الأطفال للأفعال.
انتقد عمله مع آلان برينس الذي نشر عام 1989 بشكل خاص النموذج التواصلي لكيفية تعلم الأطفال لصيغة لماضي من الأفعال الإنجليزية، مقترحين أنه بدلًا من ذلك يجب على الأطفال استخدام القواعد الافتراضية مثل إضافة (ed) لنهاية الفعل في الأشكال المنتظمة وتعلم الافعال الشاذة واحدًا تلو الآخر رغم الوقوع بالخطأ بشكل متكرر.
قال بينكر في كتبه أن قدرة الإنسان على دراسة اللغة أمر غريزي وسلوك فطري تشكَّلَ عن طريق الانتقاء الطبيعي وعن طريق تكيفِنَا مع حاجة التواصل لدينا.
بينكر مؤلف لثمانية كتب للجمهور العادي. نذكر منها هي: الكلمات والقواعد عام 2000، وماهيّة التفكير عام 2007، تصفُ كتبه جوانب مجال علم النفس اللغوي والعلوم المعرفية، وتشمل حسابات اجراها خلال أبحاثه الخاصة.
يشير بينكر في كتابه السادس بعنوان أفضل الملائكة في جوهر الطبيعة البشرية لعام 2011 إلى أنّ العنف في المجتمعات البشرية بشكل عام انخفض باستمرار مع مرور الوقت، ويحدد ستة أسباب رئيسية لهذا الانخفاض.
أراد بينكر لكتابه السابع روح الاسلوب الذي نشر عام 2014 أن يكون دليلًا عامًا للأسلوب المستوحى من العلوم الحديثة وعلم النفس، يقدم من خلاله نصيحة حول كيفية إنتاج كتابات أكثر وضوحًا وبعيدةً عن الغموض وتتسمُ بالواقعية، وشرحَ في الكتاب أسباب وجود عدد كبير من الكتابات الأكاديمية والشعبية صعبة الفهم على القراء.
يكمل بينكر في كتابه الثامن (التنوير الآن) والذي نشر عام 2018 طرحهُ المتفائل في كتابه السابق (أفضل الملائكة في جوهر الطبيعة البشرية) باستخدام بيانات العلوم المبسطة من مصادر مختلفة للدعوة إلى تحسين عام للوضع البشري خلال التاريخ الحديث.
تم اختيار بينكر كأحد أكثر المفكرين تأثيرًا في العالم من قبل العديد من المجلات. وقد فازَ بعدّة جوائز من جمعية علم النفس الأمريكية والأكاديمية الوطنية للعلوم والمعهد الملكي البريطاني وجمعية علم الأعصاب المعرفية والجمعية الأمريكية للإنسانية.
وقد ألقى سلسلة محاضرات جيفورد في جامعة إدنبرة في عام 2013. وقد عمل في مجالس تحرير مجموعة متنوعة من المجلات، وفي المجالس الاستشارية في العديد من المعاهد. شارك مرارًا في المناقشات العامة حول العلوم والمجتمع.

## السيرة الذاتية
وُلِدَ بينكر في مونتريال في مقاطعة كيبيك عام 1954 لعائلة يهودية من الطبقة المتوسطة. كان والداه روزلين فيسينفيلد وهاري بينكر. هاجر أجدادُه من بولندا ورومانيا إلى كندا في عام 1926 وامتلكوا مصنعًا صغيرًا لربطات العنق في مونتريال. عمل والده (وهو محام) في البداية كممثل للشركة الصانعة، في حين كانت والدته في البداية ربّة منزل ومن ثم عملت مستشارة إدارية ونائبة مدير مدرسة ثانوية. لديه شقيقين أصغر سنًا. شقيقه روبرت هو محلل سياسي للحكومة الكندية، وشقيقته سوزان بينكر هي أخصائية نفسية وكاتبة ألّفَت كتاب المفارقة الجنسية (The Sexual Paradox) وكتاب تأثير القرية (The Village Effect).
تزوج بينكر من نانسي إيتكوف في عام 1980 وانفصلا في عام 1992. تزوج من آلافينل سوبيا في عام 1995 وانفصلا أيضًا. زوجته الثالثة هي الروائية والفيلسوفة ريبيكا غولدشتاين تزوجها في عام 2007، لدى زوجته ابنتين من زواجها السابق وهما الروائية يائيل غولدشتاين لوف والشاعرة دانييل بلاو.
تخرج بينكر من كلية داوسون في عام 1973. وحصل على درجة البكالوريوس في علم النفس من جامعة ماكجيل في عام 1976، وحصل على درجة الدكتوراه في علم النفس التجريبي في جامعة هارفارد في عام 1979 تحت إشراف ستيفن كوسلين. أجرى أبحاثًا في معهد ماساتشوستس للتكنولوجيا (MIT) لمدة عام، وبعد ذلك أصبح أستاذًا مساعدًا في جامعة هارفارد وبعد ذلك في جامعة ستانفورد.
قام بينكر بالتدريس في قسم الدماغ والعلوم المعرفية في معهد ماساتشوستس للتكنولوجيا من عام 1982 وحتى 2003، وكان مدير مشارك في مركز العلوم المعرفية (1985-1994)، وفي النهاية أصبحَ مديرًا لمركز علم الأعصاب المعرفي (1994-1999)، حصلَ على إجازة مدفوعة لمدة عام واحد من جامعة كاليفورنيا سانتا باربرا في الفترة 1995-1996. وهو أستاذ عائلة جونستون في اختصاص علم النفس في جامعة هارفارد منذ من عام 2003.
حصلَ أيضًا على لقب أستاذ جامعة هارفارد من عام 2008 إلى عام 2013 تقديرًا لتفانيه في التدريس. وهو يلقي حاليًا محاضرات كأستاذ خارجي في الكلية الجديدة للعلوم الإنسانية (NCH) وهي كلية خاصة في لندن.
قال بينكر معلقًا على خلفيته اليهودية: «لم أكن أبدًا متدينًا بمعنى الايمان بالإله، لم أتسرع أبدًا في تحولي إلى الإلحاد في سن الـ 13 عام، لكن في أوقات مختلفة كنت يهوديًا مثقفًا».
يؤيد بينكر حقوق المرأة، ووصفَ ذلك بأنه «عقيدة أخلاقية تتعلق بالمعاملة المتساوية التي لا تفرض أي التزامات».
نشرَ نتيجة اختبار توجهه السياسي التي كانت كالتالي: (ليس يساريًا ولا يمينيًا، يميل لليبرتارية أي لفلسفة الحرية أكثر من ميله للسلطوية).
ويصف نفسه بأنه: «عاصر تحركات قبلية بدائية» بعد أن دلّت جيناته أن أصوله تعود إلى الشرق الأوسط، مشيرًا إلى أن: «النظر في الرسوم البيانية لأصلي الجيني ورؤية مكاني في شجرة العائلة التي تضم كل البشرية أمرٌ مثيرٌ جدًا».
يقول بينكر أيضًا أنه ملحد. وذكر في مقابلة عام 2007 مع برنامج اذاعي أنه: «سيدافع عن الإلحاد باعتباره وجهة نظر مدعومة تجريبيًا». ويرى أن الإيمان التوحيدي والإلحاد هما فرضيتان تجريبيتان متنافستان.

## الأبحاث والنظريات
أظهر بحث بينكر حول الإدراك البصري والذي بدأه بالتعاون مع ستيفن كوسلين المشرف على أطروحته أن الصور الذهنية تمثل مشاهد وأشياء كما تظهر من وجهة نظر محددة (بدلًا من التقاط هيكلها ثلاثي الأبعاد الحقيقي)، وبالتالي تتوافق مع نظرية ديفيد مار في علم الأعصاب عن (المقطع ذو 2.5 بعد). كما أظهر أن هذا المستوى من التمثيل يُستخدَم في التمثيل البصري وفي التعرف على الأشياء (على الأقل بالنسبة للأشكال غير المتماثلة)، على عكس نظرية مار التي تقول أنّ الإدراك يستخدم التصورات من وجهة نظر مستقلة.
أصبح بينكر معروفًا في بداية مسيرته في مجال علم النفس اللغوي بالترويج لنظرية التعلم الحاسوبية كطريقة لفهم كيفية اكتساب اللغة عند الأطفال. وكتبَ مراجعة توضيحية عن ذلك المجال وبعدها كتبَ كتابان شرحا نظريته الخاصة في اكتساب اللغة، وأجرى سلسلة من التجارب حول كيفية فهم الأطفال لصيغ المبني للمجهول وحالة النصب والظروف المكانية والزمانية في اللغة. هذه الكتب هي:
- (قدرات تعلم اللغة وتطورها. في عام 1984)، قال بينكر عن الكتاب أنه: «وضعَ نظرية حول كيفية اكتساب الأطفال للكلمات والتراكيب النحوية في لغتهم الأم».[28]
- (القدرة على التعلم والمعرفة: اكتساب بنية التواصل. عام 1989).[29]

نشر بينكر وآلان برينس في عام 1988 نقدًا مهمًا لنموذج تواصلي يتعلق بطريقة تعلّم الزمن الماضي، تلاه سلسلة من الدراسات حول كيفية تعلم الناس واستخدامهم للزمن الماضي. تضمَّن ذلك دراسة عن القياس الاستعمالي للصيغ الشاذة لدى الأطفال وكتابه الشهير لعام 1999 بعنوان (الكلمات والقواعد: مكونات اللغة).
قال بينكر أن اللغة تعتمد على شيئين، أولًا التذكر المترابط بين الأصوات ومعانيها من الكلمات، وثانيًا استخدام المبادئ العامة لفهم الرموز الخاصة بقواعد اللغة.

## تبسيط العلم للعامة

### الإدراك البشري واللغة الطبيعية
كتاب بينكر بعنوان (الغريزة اللغوية) لعام 1994 كان الكتاب الأول ضمن مجموعة من الكتب التي تجمع بين العلوم المعرفية وعلم الوراثة السلوكي وعلم النفس التطوري.
يقدم الكتاب علم اللغة ويشرح بشكل بسيط نظرية عالم اللغويات نعوم تشومسكي التي تقول أنَّ اللغة هي قدرة فطرية للعقل، مع إضافة مثيرة للجدل تقول أنَّ قدرة تعلم اللغة تطورت عن طريق الانتقاء الطبيعي كتكيّف من أجل التواصل.
ينتقد بينكر العديد من الأفكار الشائعة حول اللغة والتي تقول بأن اللغة بحاجة إلى تدريس، وأن قواعد اللغة ضعيفة وتزداد سوءًا مع ظهور طرق جديدة للتحدث، وأيضًا فرضية سابير وورف بأن اللغة تحدُّ من أنواع الأفكار التي يمكن للفرد أن يفكر بها، وأنه يمكن للقرود العليا تعلم اللغات. ويرى بينكر أن اللغة خاصة بالبشر، وقد تطورت لحل المشكلة الخاصة بالتواصل بين مجموعات الصيادين. وهو يقول بأن اللغة غريزة بقدر ما هي سلوك تكيّفي متخصص ضمن أنواع أخرى غير البشر، مثل تموجات نسيج شبكة العنكبوت أو بناء حيوان القندس للسدود.
يذكر بينكر في مقدمة كتابه أن أفكاره متأثرة كثيرًا بتشومسكي. كما ذكرَ العلماء الذين أثرَّ عليهم تشومسكي في فتح مجالات جديدة بالكامل لدراسة اللغة، من نمو الطفل وإدراك الكلام إلى علم الأعصاب وعلم الوراثة وهم إريك لينبيرغ، جورج ميلر، روجر براون، موريس هالي وألفين ليبرمان.

### أفضل الملائكة في جوهر الطبيعة البشرية
يقول بينكر في هذا الكتاب والذي نشر في عام 2011 أن العنف بما يتضمنه من الحروب القبلية والقتل والعقوبات القاسية وإساءة معاملة الأطفال والقسوة ضد الحيوانات والعنف المنزلي والإعدام بلا محاكمة والمذابح والحروب الدولية والمدنية قد تناقص بدرجات متفاوتة خلال الزمن.
ويرى أنه من غير المحتمل أن الطبيعة البشرية قد تغيرت. إنما من المرجح أن الطبيعة البشرية تميل تجاه العنف وأن الملائكة الموجودة في جوهر الطبيعة البشرية هي التي تمنعهم. ويذكر ستة انحدارات تاريخية كبيرة للعنف، ولكل منها سببها الاجتماعي أو الثقافي أو الاقتصادي.

## أسلوب كتابة اللغة الإنجليزية في القرن الحادي والعشرين
يحاول بينكر في كتابه السابع بعنوان (روح الأسلوب: دليل الإنسان المفكر للكتابة في القرن الواحد والعشرين) والذي نُشر عام 2014 تقديم دليل لأسلوب الكتابة حسب العلم الحديث وعلم النفس، وتقديم المشورة حول كيفية الكتابة بشكل أكثر فهمًا وخالٍ من الغموض والسرد غير الواقعي، وحاول أيضًا تفسير سبب صعوبة فهم الكثير من الكتابات الأكاديمية الحالية على القراء.

## النقاش العام
شارك بينكر بشكل متكرر في المناقشات العامة التي تدور حول مساهمات العلوم في المجتمع المعاصر. يعتبر النقاد العامّين مثل إد ويست (Ed West) مؤلف كتاب (الوهم المتنوع) أن بينكر شخص مهم وجريء في استعداده لتحدي المحرمات، كما هو الحال في كتابه اللوحة الفارغة. وكتب ويست أن مذهب الصفحة البيضاء (اللوحة الفارغة) ظل مقبولًا كحقيقة وليس خيالًا لمدى عقد بعد نشر الكتاب. ويصف ويست بينكر بأنه لا يفرضُ رأيه بل يترك الفرصة للقرّاء لاستخلاص استنتاجاتهم الخاصة.
دافع بينكر في كانون الثاني من 2005 عن لورانس سامرز رئيس جامعة هارفارد الذي أثارت تعليقاته حول الفجوة بين أدوار الجنسين في الرياضيات والعلوم غضب الكثير من أعضاء الجامعة. وأشار بينكر إلى أن ملاحظات سامرز فُهِمَت بشكل خاطئ، حيث أنها فرضيات حول تداخل التوزيع الإحصائي لمهام الرجال والنساء، وأنه يجب أن تكون هذه الفرضيات موضوعًا للاختبار التجريبي في الجامعة بدلًا من إثارتها الغضب.
أجرى موقع (Edge.org) مناظرة بين بينكر وإليزابيث سبيلك حول نوع الجنس والعلوم.
كتب بينكر في عام 2009 مراجعة تخصُّ مقالات مالكولم جلادويل في صحيفة نيويورك تايمز ينتقد طرقه التحليلية. أجاب جلادويل مهاجمًا تعليقات بينكر حول أهمية معدل الذكاء في الأداء التدريسي.
انتقد ديفيد شينك بينكر في عام 2009 لانحيازه لصالح (الطبيعة) وأنه لم يعترف مرة واحدة بالتفاعل بين الجينات أو بعلم الوراثة في مقال بعنوان (الطبيعة ضد التنشئة) في صحيفة نيويورك تايمز.
أجاب بينكر على سؤال خلال محاضرة على قناة بي بي سي العالمية حول أن علم الوراثة سبب محتمل لتراجع العنف أنّ ذلك الأمر غير محتمل لأن تراجع العنف حدث بسرعة كبيرة جدًا لا يمكن تفسيرها بالتغييرات الجينية.
كتبت هيلغا فيريتش وكاثرين تاونسند مراجعة نقدية لتفسيرات بينكر التحضريّة لأنماط العنف البشري والحرب ردًا على محاضرة ألقاها في جامعة كامبردج في أيلول عام 2015.
ولوحِظَ أيضًا أن ستيفن بينكر قد وصف إعادة تسمية شركة فيليب موريس باسم ألتريا كمثال سيء جدًا (للتناغم الصوتي) بسبب محاولة الشركة تبديل صورتها من أشخاص سيئين يبيعون المواد المسببة للسرطان (التبغ) إلى اسم مكان يتميز بالإيثار والقيم السامية.
استمر بينكر في إثارة الجدل من خلال كتابه (التنوير الآن) الذي صدر عام 2018، والذي يقول فيه بأن العقلانية التنويرية قد حققت تقدمًا هائلاً ويجب الدفاع عنها ضد جميع الانتقادات.

## الجوائز والألقاب

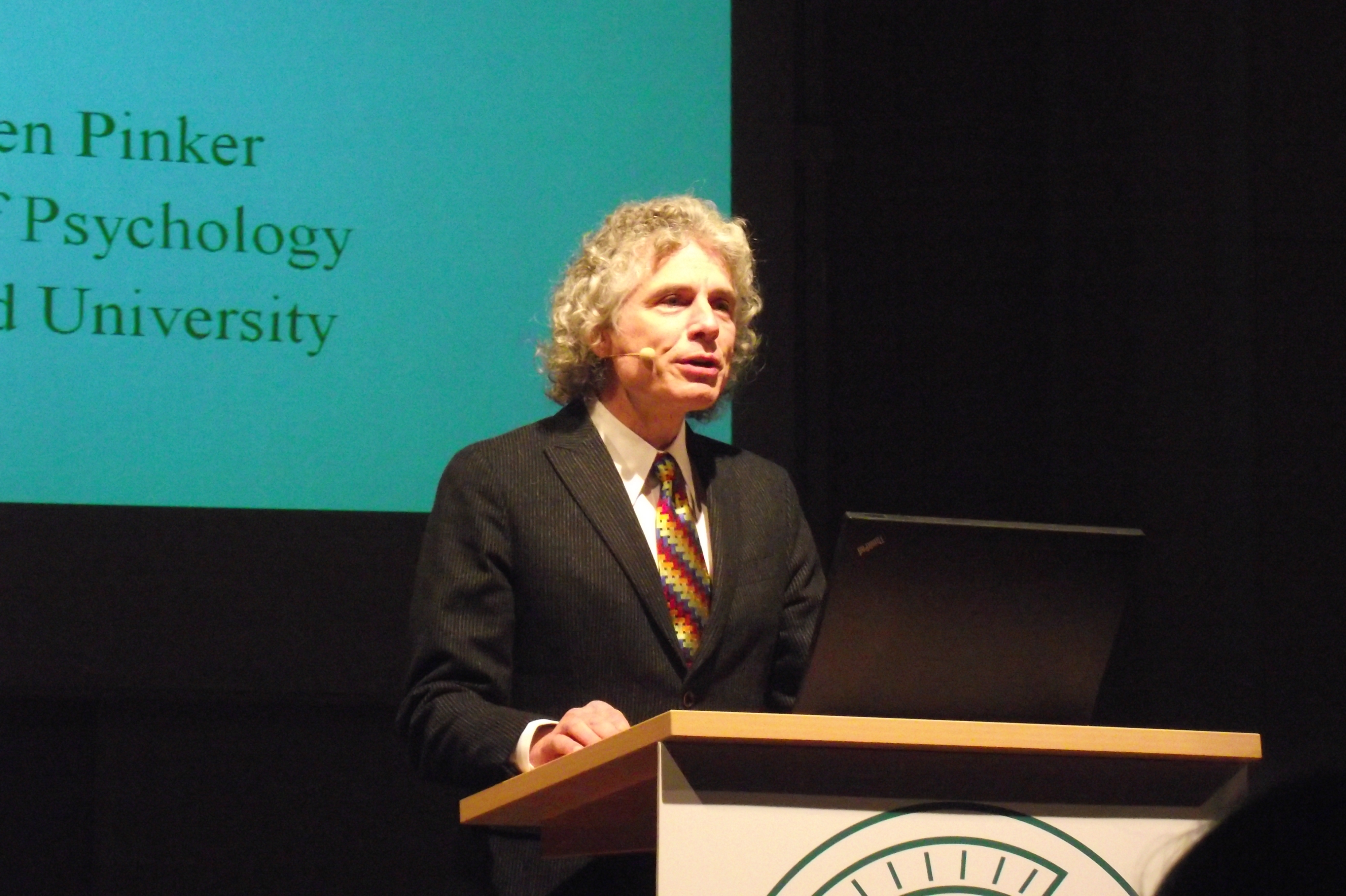
بينكر في غوتنغن 2010

تم اختيار بينكر من بين أكثر 100 شخصية مؤثرة في العالم في عام 2004، وواحد من كبار المفكرين العموميين في مجلة (بروسبيكت) ودار نشر (Foreign Policy) في العامين اللذين تم إجراء الاستطلاع فيهما وهما 2005 و2008.
تم ترشيحه في عامي 2010 و2011 ضمن قائمة لكبار المفكرين العالميين من قبل دار النشر (Foreign Policy). تم انتخابه في عام 2016 لعضوية الأكاديمية الوطنية للعلوم.
حصل بحثه في علم النفس المعرفي على جائزة (الأعمال المبكرة لعام 1984) وجائزة (بويد ماكاندليس لعام 1986) من الجمعية الأمريكية لعلم النفس، وجائزة (ترولاند للبحث لعام 1993) من الأكاديمية الوطنية للعلوم وجائزة هنري ديل لعام 2004 من المعهد الملكي لبريطانيا العظمى، وجائزة جورج ميلر لعام 2010 من جمعية علم الأعصاب المعرفية.
كما حصل بينكر على الدكتوراه الفخرية من جامعة نيوكاسل، جامعة سري (Surrey)، جامعة تل أبيب، جامعة ماكجيل، جامعة سيمون فرازر وجامعة ترومسو.
رُشح مرتين للقائمة النهائية لجائزة بوليتزر في عام 1998 وفي عام 2003.
حصل في 13 أيار عام 2006 على جائزة الإنسانية من الجمعية الإنسانية الأمريكية لمساهماته في شرح التطور البشري للعامة.
عملَ بينكر في مجالس تحرير مجلات مثل كوغنشن وديدالوس وبلوس ون، وفي المجالس الاستشارية لمعاهد البحث العلمي مثل معهد آلن للعلوم الدماغية.
```
ودعم حرية التعبير من خلال عمله في مؤسسة حقوق الفرد في مجال التعليم.
```

عمل على تبسيط العلوم من خلال مهرجان العلوم العالمي.
عمل في مجال السلام مثل (هبة أبحاث السلام)، والعلمانية الإنسانية (مثل مؤسسة التحرر من الأديان والائتلاف العلماني الأمريكي).
```
ترأس بينكر فريق الاستخدام في معجم التراث الأمريكي منذ عام 2008، وكتب مقالة عن استخدام الطبعة الخامسة من المعجم والتي تم نشرها في عام 2011.
```

```
انتخب ستيفن بينكر في شباط عام 2001 (والذي طالما كان شعره موضع إعجاب وحسد) بالتزكية كأول عضو لنادي الشعر الفاخر الخاص بالعلماء (LFHCfS).
[
43
]
```

## روابط خارجية
- ستيفن بينكر على موقع IMDb (الإنجليزية)
- ستيفن بينكر على موقع الموسوعة البريطانية (الإنجليزية)
- ستيفن بينكر على موقع مونزينجر (الألمانية)
- ستيفن بينكر على موقع ميوزك برينز (الإنجليزية)
- ستيفن بينكر على موقع إن إن دي بي (الإنجليزية)
- ستيفن بينكر على موقع قاعدة بيانات الفيلم (الإنجليزية)